# Алфузозин
Alfuzosin (INN, определяется как Лекарственное средство. Синонимы — дальфаз (альфузозин, Sanofi-Synthelabo) . Как антагонист α1 адрегенетического рецептора, это лекарство расслабляет мышцы простаты и мочевой пузырь . Используется при лечении доброкачественной гиперплазии предстательной железы (BPH).
Алфозин распростаняется в Соединённых штатах компанией Sanofi под брендом уроксатрал и использует торговые марки Xat, Xatral, Prostetrol и Alfural. Алфузорин был допущен Комиссией по лекарствам и пищевым препаратам США для лечения доброкачественной гиперплазии предстательной железы в июне 2003 года.

## Побочные эффекты
Наиболее распространенные побочные эффекты — головокружение (с ортостатическим коллапсом), ОРВИ, головная боль, переутомлениe.

## Противопоказания
Алфузозин следует применять с осторожностью у пациентов с почечной недостаточностью и не следует назначать пациентам с удлинением интервала QT в анамнезе, принимающим препараты, которые могут удлинять интервал QT.

## Стереохимия
Алфузозин содержит стереоцентр и, следовательно, является хиральным. Существуют две энантиомерные формы, ( R ) - форма и ( S ) - форма. Однако практический смысл имеет только рацемат [( RS ) - альфузозин], то есть смесь 1: 1 ( R ) - энантиомера и ('S' ') энантиомер:
| Энантиомеры альфузозина | Энантиомеры альфузозина |
| ----------------------- | ----------------------- |
| CAS-Nr.: 123739-69-5    | CAS-Nr.: 123739-70-8    |